# Wolfgang Seidel
Wolfgang Seidel, född 4 juli 1926 i Dresden, död 1 mars 1987 i München, var en tysk racerförare.
Seidel körde tolv formel 1-lopp mellan 1953 och 1962. Han tävlade oftast under eget namn, eller med privatstallet Scuderia Colonia.

## F1-karriär
| Säsong | Stall/Tillverkare                                                            | Poäng | Placering |
| ------ | ---------------------------------------------------------------------------- | ----- | --------- |
| 1953   | Wolfgang Seidel (Veritas RS)                                                 | 0     | -         |
| 1958   | Scuderia Centro Sud (Maserati 250F) R R C Walker Racing Team (Cooper T43)    | 0     | -         |
| 1960   | Wolfgang Seidel (Cooper T45)                                                 | 0     | -         |
| 1961   | Scuderia Colonia (Lotus 18)                                                  | 0     | -         |
| 1962   | Ecurie Maarsbergen (Emeryson 1006) Autosport Team Wolfgang Seidel (Lotus 24) | 0     | -         |